# ديفيد مار ووكر
ديفيد مار ووكر هو قاضي وسياسي كندي، ولد في 3 أكتوبر 1835، وتوفي في 1920.